# Scambus decorus
Scambus decorus är en stekelart som beskrevs av Walley 1960. Scambus decorus ingår i släktet Scambus och familjen brokparasitsteklar. Inga underarter finns listade i Catalogue of Life.